# Romankenkius
Romankenkius és un gènere de triclàdides dugèsids que habita a l'aigua dolça d'Amèrica del Sud, Austràlia i Tasmània.
El nom genèric fa referència al zoòleg eslovè Roman Kenk.

## Descripció
L'aparell reproductor de Romankenkius presenta un diverticle al canal de la bursa en la que secreten les glàndules de la closca. Es tracta d'una autapomorfia del gènere.

## Taxonomia
El gènere Romankenkius conté les següents espècies:
- Romankenkius bilineatus
- Romankenkius boehmigi
- Romankenkius conspectus
- Romankenkius glandulosus
- Romankenkius hoernesi
- Romankenkius impudicus
- Romankenkius kenki
- Romankenkius libidinosus
- Romankenkius michaelseni
- Romankenkius patagonicus
- Romankenkius pedderensis
- Romankenkius retrobursalis
- Romankenkius sinuosus